# Ignacio Solís
Ignacio Solís Worsfold (San José, 16 de diciembre de 1991) es un futbolista costarricense que juega como volante.
Es hijo del expresidente de la República de Costa Rica, Luis Guillermo Solís y Nancy Worsfold Richards.

## Trayectoria
Ignacio Solís debutó el domingo 2 de octubre de 2011 con la Universidad de Costa Rica en el estadio Ecológico. En esa ocasión los universitarios golearon 7 x 1 a Guajira.
Entre 2013 y 2014 participó una temperada con el Lenoir–Rhyne Bears de Carolina del Norte, equipo de la División II de la NCAA, liga universitaria de Estados Unidos.

## Clubes
| Club               | País           | Año         |
| ------------------ | -------------- | ----------- |
| UCR                | Costa Rica     | 2011 - 2013 |
| Lenoir–Rhyne Bears | Estados Unidos | 2013 - 2014 |
| Aserrí FC          | Costa Rica     | 2015 - 2016 |